# Pithecellobium guaraniticum
Pithecellobium guaraniticum är en ärtväxtart som beskrevs av Robert Hippolyte Chodat och Emil Hassler. Pithecellobium guaraniticum ingår i släktet Pithecellobium och familjen ärtväxter. Inga underarter finns listade i Catalogue of Life.